# Piastowo
Piastowo [pronunciación en polaco: /pjasˈtɔvɔ/] es un pueblo en el distrito administrativo de Gmina Gąsawa, dentro de Distrito de Żnin, Voivodato de Cuyavia y Pomerania, en el norte de Polonia. Se encuentra aproximadamente 7 kilómetros al este de Gąsawa, 13 kilómetros al sudeste de Żnin, y 39 kilómetros al sur de Bydgoszcz.